# Horodnic de Sus
Horodnic de Sus es una comuna ubicada en el distrito de Suceava, Rumania.

## Superficie
Posee una superficie de 57,61 kilómetros cuadrados.

## Demografía
Hasta 2021 la población era de 5407 habitantes, con una densidad de población de 93,86 habitantes por kilómetro cuadrado.